# Liste der Monuments historiques in Lizines
Die Liste der Monuments historiques in Lizines führt die Monuments historiques in der französischen Gemeinde Lizines auf.

## Liste der Bauwerke
| Bezeichnung       | Beschreibung | Standort | Kennzeichnung | Schutzstatus | Datum | Bild           |
| ----------------- | ------------ | -------- | ------------- | ------------ | ----- | -------------- |
| Kirche St-Georges |              | (Lage)   | PA00087061    | Classé       | 1913  | weitere Bilder |

## Liste der Objekte
Zum Verständnis siehe: Kirchenausstattung
- Monuments historiques (Objekte) in Lizines in der Base Palissy des französischen Kultusministeriums